# Szulamit
A Szulamit héber eredetű női név, a jelentése bizonytalan, származtatják a Salamon férfinévből is, ami szerint a jelentése Salamonhoz tartozó nő.

## Gyakorisága
Az 1990-es években szórványos név, a 2000-es években nem szerepel a 100 leggyakoribb női név között.

## Névnapok
- június 29.[2]
- október 22.[2]
- november 7.[2]

## Híres Szulamitok
- Szulamit: a Biblia Énekek éneke című könyvének nőalakja